# Lijst van rijksmonumenten in Rucphen
De gemeente Rucphen telt 23 inschrijvingen in het rijksmonumentenregister. Hieronder een overzicht.

## Rucphen
De plaats Rucphen telt 6 inschrijvingen in het rijksmonumentenregister.
| Object                                       | Oorspronkelijke functie?  | Bouwjaar  | Architect | Locatie               | Coördinaten?                  | Nr.?   | Afbeelding        |
| -------------------------------------------- | ------------------------- | --------- | --------- | --------------------- | ----------------------------- | ------ | ----------------- |
| De Heimolen                                  | Industrie- en poldermolen | 1866      |           | Heimolendreef 24      | 51° 32' 26" NB, 4° 32' 7" OL  | 22203  | Meer afbeeldingen |
| Pastorie/kerk H. Martinus                    | Kerkelijke dienstwoning   | 1869      |           | Raadhuisstraat 3      | 51° 31' 58" NB, 4° 33' 25" OL | 517053 | Meer afbeeldingen |
| Parochie/kerk H. Martinus                    | Kerk en kerkonderdeel     | 1933      |           | Raadhuisstraat 3      | 51° 31' 58" NB, 4° 33' 25" OL | 517054 | Meer afbeeldingen |
| Villa is gebouwd in expressionistische stijl | Woonhuis                  | 1924-1925 |           | Sint Martinusstraat 9 | 51° 32' 1" NB, 4° 33' 21" OL  | 517062 | Upload foto       |
| Heilig Hartbeeld                             | Gedenkteken               | 1933      |           | Raadhuisstraat 3      | 51° 31' 59" NB, 4° 33' 24" OL | 525708 | Meer afbeeldingen |

## Schijf
De plaats Schijf telt 7 inschrijvingen in het rijksmonumentenregister.
| Object                                    | Oorspronkelijke functie? | Bouwjaar  | Architect   | Locatie             | Coördinaten?                  | Nr.?   | Afbeelding        |
| ----------------------------------------- | ------------------------ | --------- | ----------- | ------------------- | ----------------------------- | ------ | ----------------- |
| Gerdahoeve                                | Woonhuis                 | 1927      |             | Het Dreefje 3       | 51° 29' 7" NB, 4° 30' 0" OL   | 517038 | Gerdahoeve        |
| Gerdahoeve                                | Boerderij                | 1928      |             | Het Dreefje 3       | 51° 29' 7" NB, 4° 30' 0" OL   | 517039 | Meer afbeeldingen |
| De Jorissenhoeve                          | Boerderij                | 1941-1942 |             | Achtmaalsebaan 17   | 51° 29' 44" NB, 4° 31' 28" OL | 517041 | De Jorissenhoeve  |
| Het stalgebouw van de Jorissenhoeve       | Boerderij                | 1938      |             | Achtmaalsebaan 17   | 51° 29' 44" NB, 4° 31' 28" OL | 517042 | Meer afbeeldingen |
| Landhuis Dennenbos, jachthuis met stallen | Kasteel, buitenplaats    | 1928      | Max Winders | Hoeksestraat 28     | 51° 29' 33" NB, 4° 32' 8" OL  | 517044 | Upload foto       |
| Langevelboerderij                         | Boerderij                | 1935-1939 | Max Winders | Hoeksestraat 27     | 51° 29' 14" NB, 4° 32' 51" OL | 517045 | Langevelboerderij |
| Stal                                      | Boerderij                | 1935-1939 | Max Winders | Hoeksestraat bij 27 | 51° 29' 14" NB, 4° 32' 51" OL | 525654 | Stal              |

## St. Willebrord
De plaats St. Willebrord telt 3 inschrijvingen in het rijksmonumentenregister.
| Object                            | Oorspronkelijke functie? | Bouwjaar  | Architect | Locatie                   | Coördinaten?                 | Nr.?   | Afbeelding        |
| --------------------------------- | ------------------------ | --------- | --------- | ------------------------- | ---------------------------- | ------ | ----------------- |
| Kerk St. Willebrord               | Kerk en kerkonderdeel    | 1925-1926 |           | Dorpsstraat 117           | 51° 33' 6" NB, 4° 35' 25" OL | 517059 | Meer afbeeldingen |
| Processiepark/grot St. Willebrord | Tuin, park en plantsoen  | 1926      |           | Kerk St. Willebrord (bij) | 51° 33' 7" NB, 4° 35' 18" OL | 517060 | Upload foto       |
| Lourdesgrot                       | Kerk en kerkonderdeel    | 1926      |           | Dorpsstraat 117           | 51° 33' 9" NB, 4° 35' 27" OL | 525726 | Meer afbeeldingen |

## Sprundel
De plaats Sprundel telt 4 inschrijvingen in het rijksmonumentenregister.
| Object                           | Oorspronkelijke functie?  | Bouwjaar  | Architect | Locatie        | Coördinaten?                  | Nr.?   | Afbeelding        |
| -------------------------------- | ------------------------- | --------- | --------- | -------------- | ----------------------------- | ------ | ----------------- |
| Toren Sint-Johannes de Doperkerk | Kerk en kerkonderdeel     |           |           | Hertogstraat 1 | 51° 34' 10" NB, 4° 38' 5" OL  | 32965  | Meer afbeeldingen |
| Langgevelboerderij               | Boerderij                 | 1915      |           | Ettenseweg 40  | 51° 32' 43" NB, 4° 36' 56" OL | 517047 | Meer afbeeldingen |
| De Hoop                          | Industrie- en poldermolen | 1840      |           | Molenerf 2     | 51° 32' 15" NB, 4° 36' 16" OL | 32967  | Meer afbeeldingen |
| Vlaamse schuur                   | Boerderij                 | 1875-1900 |           | Ettenseweg 40  | 51° 32' 43" NB, 4° 36' 56" OL | 517048 | Meer afbeeldingen |
| Bakhuis                          | Boerderij                 | 1875-1900 |           | Ettenseweg 40  | 51° 32' 43" NB, 4° 36' 56" OL | 525652 | Meer afbeeldingen |

## Zegge
De plaats Zegge telt 3 inschrijvingen in het rijksmonumentenregister.
| Object                               | Oorspronkelijke functie? | Bouwjaar | Architect               | Locatie                      | Coördinaten?                  | Nr.?   | Afbeelding                 |
| ------------------------------------ | ------------------------ | -------- | ----------------------- | ---------------------------- | ----------------------------- | ------ | -------------------------- |
| Pastorie Onze Lieve Vrouwe Boodschap | Kerk en kerkonderdeel    | 1911     | Jacques van Groenendael | Onze Lieve Vrouwestraat 105  | 51° 33' 21" NB, 4° 30' 57" OL | 517056 | Meer afbeeldingen          |
| O.L. Vrouw van Zegge-kapel           | Kapel                    | 1922     | Jacques van Groenendael | Onze Lieve Vrouwestraat 108A | 51° 33' 21" NB, 4° 30' 60" OL | 517057 | O.L. Vrouw van Zegge-kapel |
| Kerk Onze Lieve Vrouwe Boodschap     | Kerk en kerkonderdeel    | 1911     | Jacques van Groenendael | Onze Lieve Vrouwestraat 107  | 51° 33' 21" NB, 4° 30' 57" OL | 525725 | Meer afbeeldingen          |

's-Hertogenbosch ·
Alphen-Chaam ·
Altena ·
Asten ·
Baarle-Nassau ·
Bergeijk ·
Bergen op Zoom ·
Bernheze ·
Best ·
Bladel ·
Boekel ·
Boxtel ·
Breda ·
Cranendonck ·
Deurne ·
Dongen ·
Drimmelen ·
Eersel ·
Eindhoven ·
Etten-Leur ·
Geertruidenberg ·
Geldrop-Mierlo ·
Gemert-Bakel ·
Gilze en Rijen ·
Goirle ·
Halderberge ·
Heeze-Leende ·
Helmond ·
Heusden ·
Hilvarenbeek ·
Laarbeek ·
Land van Cuijk ·
Loon op Zand ·
Maashorst ·
Meierijstad ·
Moerdijk ·
Nuenen, Gerwen en Nederwetten ·
Oirschot ·
Oisterwijk ·
Oosterhout ·
Oss ·
Reusel-De Mierden ·
Roosendaal ·
Rucphen ·
Sint-Michielsgestel ·
Someren ·
Son en Breugel ·
Steenbergen ·
Tilburg ·
Valkenswaard ·
Veldhoven ·
Vught ·
Waalre ·
Waalwijk ·
Woensdrecht ·
Zundert